# Église de Järvenpää
L’église de Järvenpää (finnois : Järvenpään kirkko) est une église située à Järvenpää en Finlande,.

## Description
L'église conçue par  Erkki Elomaa est terminée en 1968 au centre de Järvenpää à proximité de l'ancienne église.
Son style architectural est le brutalisme, elle a été élue « la plus laide des églises » par la revue Kotimaa en 2009.
Elle peut accueillir 625 personnes. 
Les cloches sont fondues en Autriche. 
Leurs six différentes mélodies ont été composées par Joonas Kokkonen. 
Le crucifix de l'autel en sapin de Douglas est sculpté par Erkki Eronen.
L'artiste Inka Kivalo a réalisé une peinture murale pour le centre éducatif de l'église.
La Direction des musées de Finlande a protégé l'église en 2004 comme exemple architectural.

## Galerie

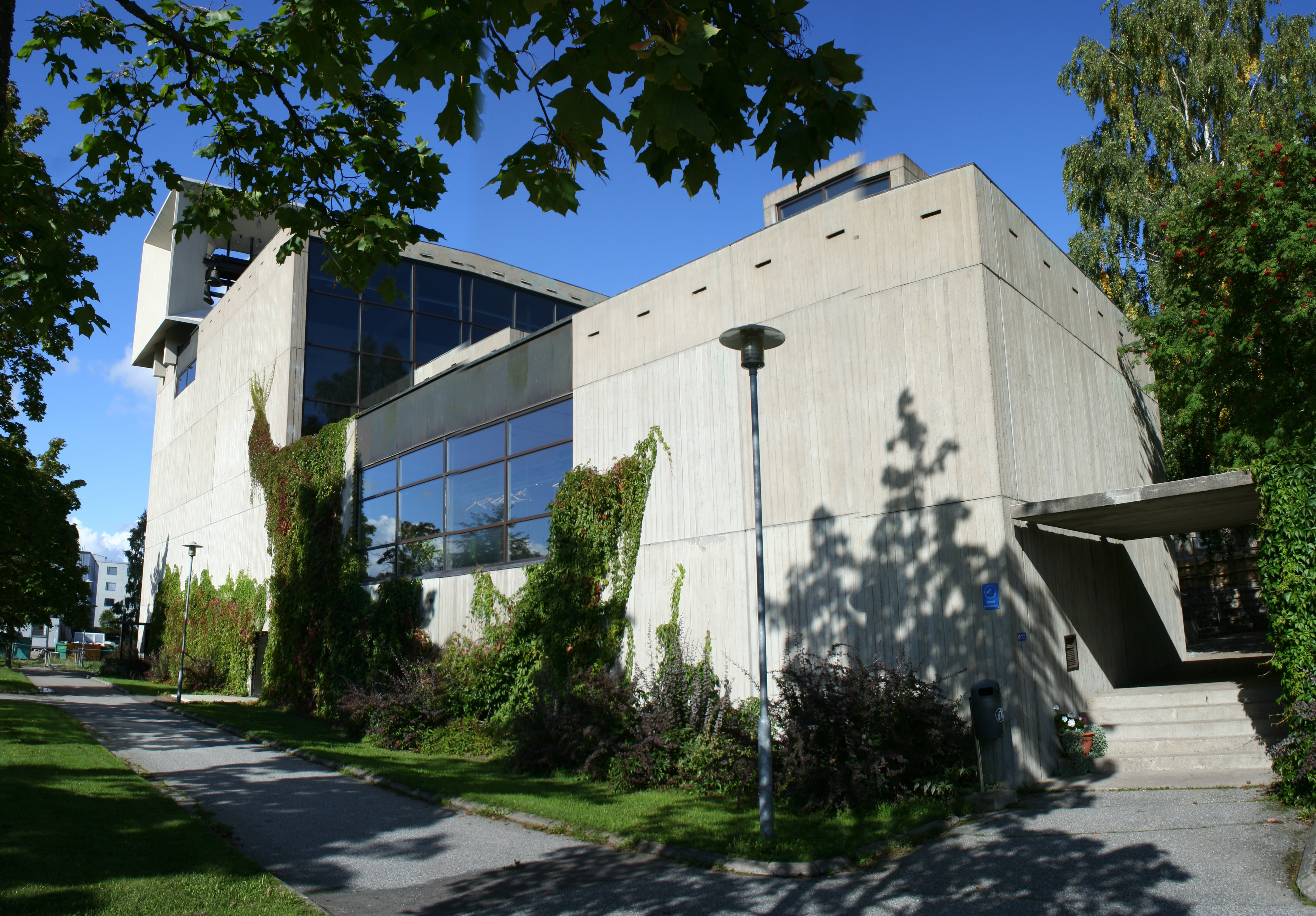
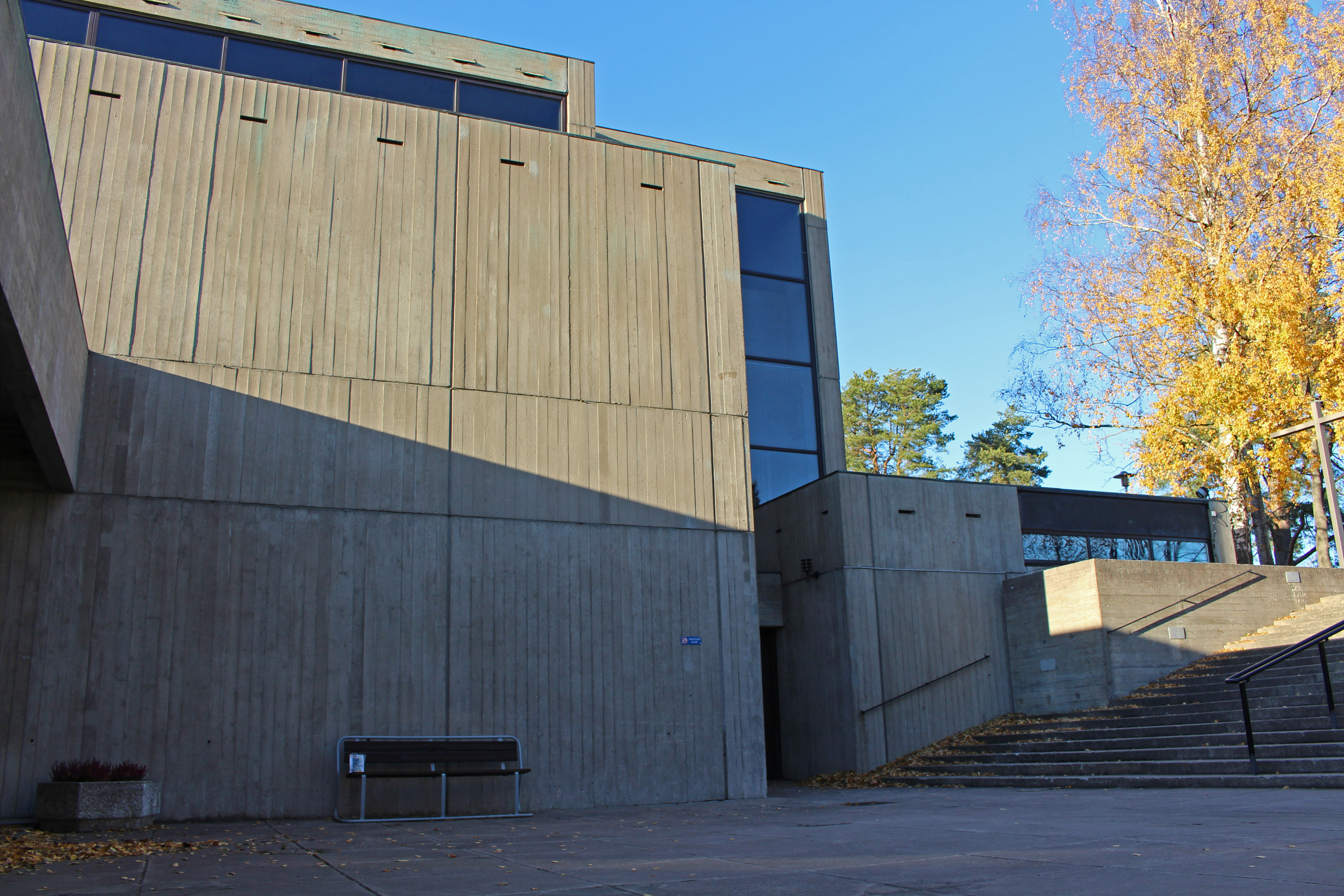
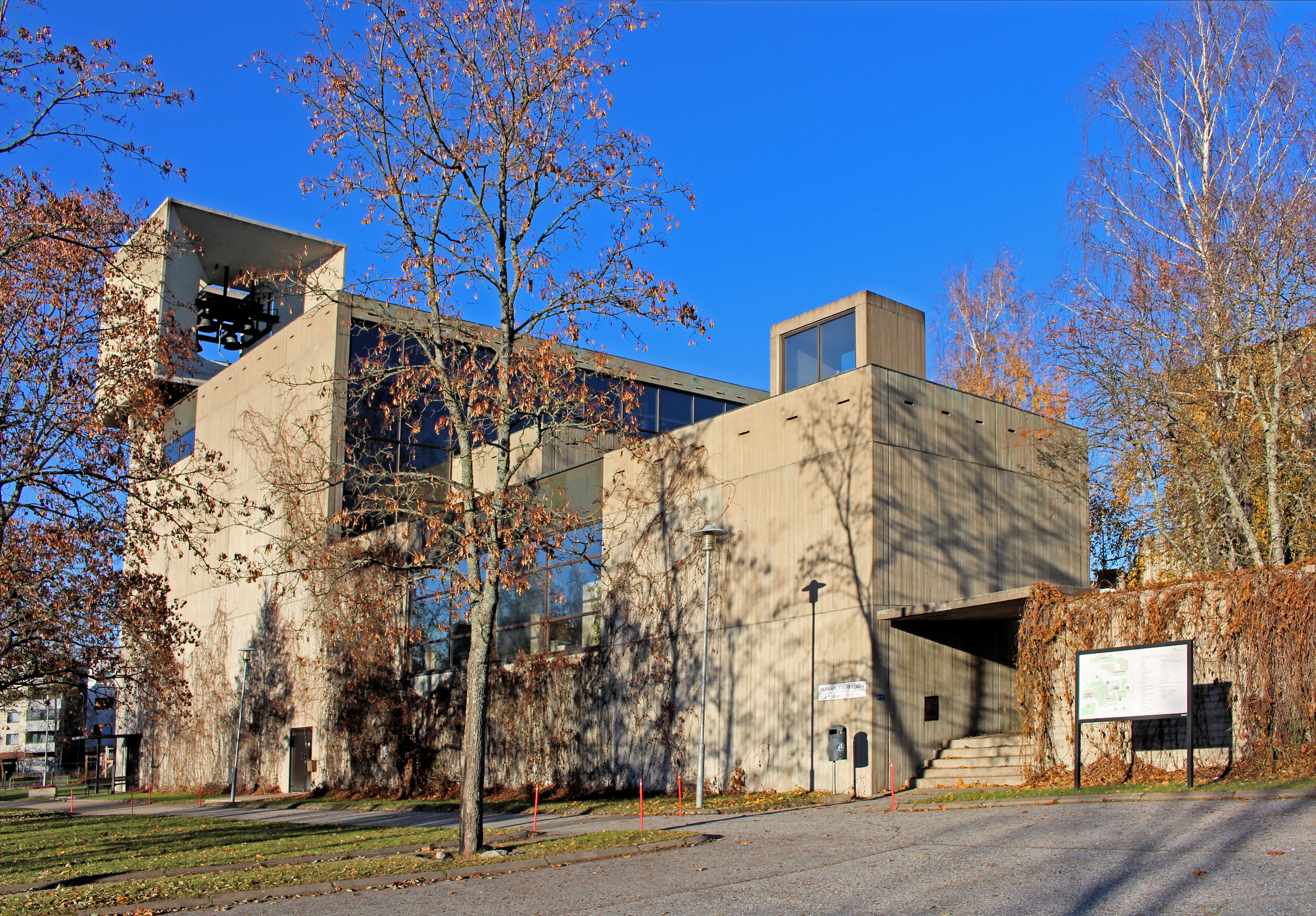
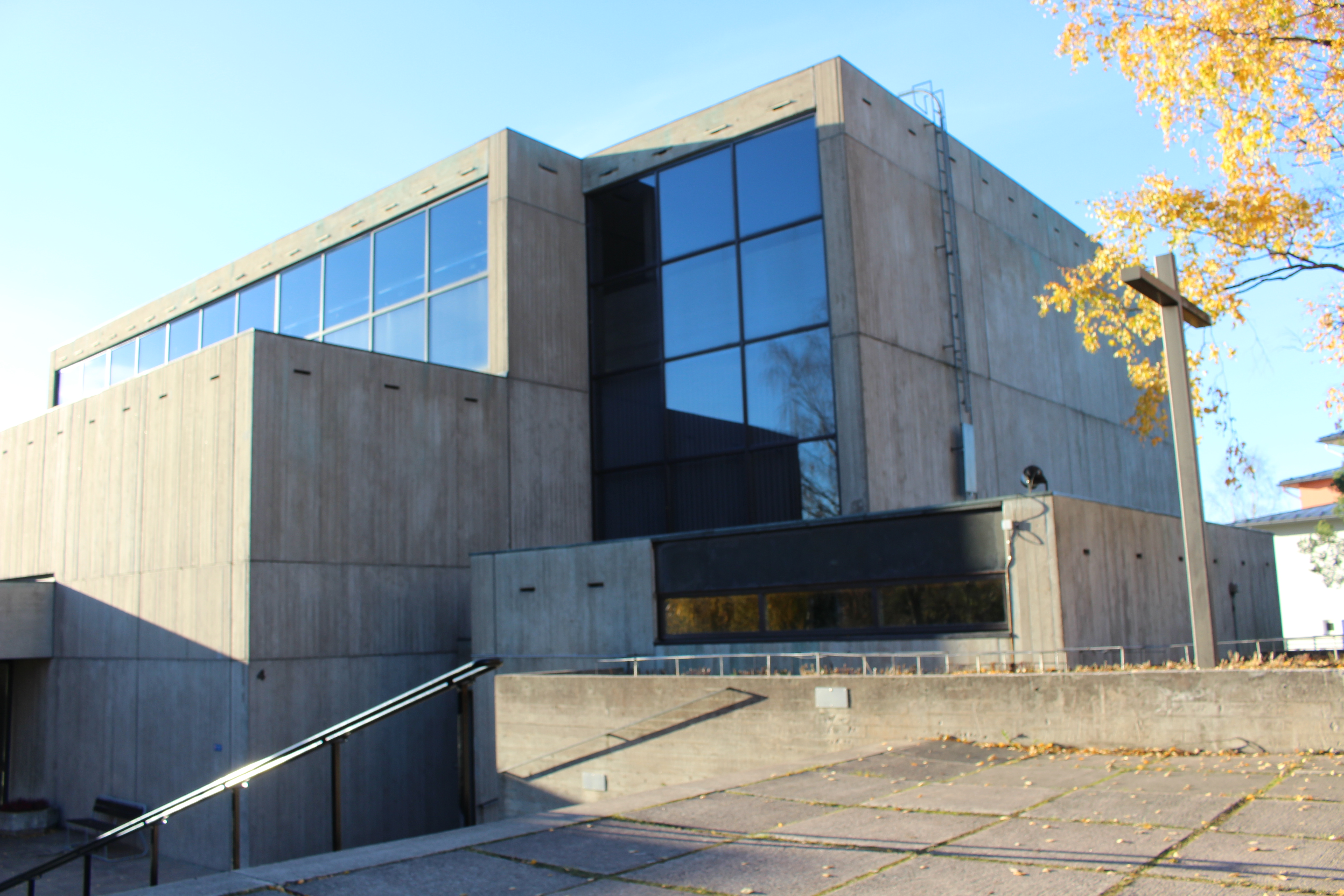